# Leucanopsis martona
Leucanopsis martona là một loài bướm đêm thuộc phân họ Arctiinae, họ Erebidae.